# Fredrik Löwenadler
Lars Johan Fredrik Löwenadler, född 6 december 1854 i Stockholm, död 8 oktober 1915 i Henley-on-Thames, var en svensk affärsman. Han var farbror till Holger Löwenadler.

## Biografi
Fredrik Löwenadler var son till riksbankskassören Fredrik Wilhelm Löwenadler. Efter skolstudier anställdes Fredrik Löwenadler i en trävarufirma i Newcastle upon Tyne för att lära sig handel och språk men övergick snart till importfirman Trummer & Co. Löwenadler kom att arbeta både vid firmans huvudkontor i London och filialen i Hamburg, och kom att få huvudansvaret för import av tändstickor till Storbritannien, som snart kom att bli ett av firmans huvudområden. Tändstickorna importerades huvudsakligen från Sverige. Tillsammans med tysken J. Hannes tog han 1884 över firman, och blev senare ensam ägare till bolaget. För att säkra tillgången på tändstickor började Löwenadler köpa upp svenska tändsticksfabriker, han var ägare till Örebro tändsticksfabrik, 1892–1903 ägare till Jönköpings Westra Tändsticksfabrik, 1896–1903 till Annebergs tändsticksfabrik, 1898–1903 av Västerviks nya tändsticksfabrik. då hans tändsticksfabriker 1903 uppgick i Jönköpings och Vulcans tändsticksfabriks AB upphörde hans direkta inflytande som ägare men han kvarstod med inflytande som en betydande aktieägare och generalagent för bolaget i Storbritannien. Utöver affärsverksamheten inom tändsticksbranschen var han en av de största aktieägarna i Orkla Grubbe AB, ett svensk-norskt bolag för brytning av kopparhaltig svavelkis. Löwenadler var drivande bakom att svenska handelskammaren i London bildades 1906 och dess president 1907-1911. Han var även ledamot av kyrkorådet i Londons svenska församling, blev kammarherre 1911. Därtill var han adjungerad ledamot av organisationskommittén för Olympiska spelen i Stockholm 1912, ledamot av Sveriges centralförening för idrottens främjande och president i Nordiska roddförbundet från 1912.